# Onorificenze della Repubblica Democratica del Congo
Elenco delle onorificenze e degli ordini di merito e cavallereschi distribuiti della Repubblica Democratica del Congo.

## Onorificenze
| Nastro | Onorificenza                  |
| ------ | ----------------------------- |
|        | Ordine nazionale del Leopardo |